# Universidade Oriental de Timor Lorosa'e
A Universidade Oriental de Timor Lorosa'e (Tétum: Universidade Oriental Timór Lorosa'e), conhecida pelo acrónimo UNITAL, é uma universidade privada de Timor-Leste, sendo umas das poucas do tipo no país, junto a Universidade da Paz e a Universidade de Díli.
Ela está situada no suco de Becora, no posto administrativo de Cristo Rei, no município de Díli, em Timor-Leste.
Fundada em 26 de setembro de 2002, somente foi acreditada pelo Governo Timorense em 2013.